# Korejská zátoka
Korejská zátoka (čínsky 朝鲜湾 – Čchao-sien Wan, korejsky 서조선만 – Sŏčosŏnman) je severní výběžek Žlutého moře sousedící na severozápadě s provincií Liao-ning v Číně, na severovýchodě se severokorejskou provincií Severní Pchjŏngan a na východě se severokorejskými provinciemi Jižní Pchjŏngan a Jižní Hwanghä. Od zálivu Po-chaj na západě ji odděluje poloostrov Liao-tung, u jehož konce leží významné přístavní město Ta-lien.
Do Korejské zátoky se mezi čínskou prefekturou Tan-tung a severokorejským městem Sinuidžu vlévá Amnokkang, hraniční řeka obou zemí.